# Isaiah Bradley (personaje)
Isaiah Bradley es un personaje ficticio que aparece en los cómics estadounidenses publicados por Marvel Comics. El personaje se representa como un producto temprano del programa Super-Soldado de los Estados Unidos (con nombre en código Proyecto: Renacimiento) durante la Segunda Guerra Mundial y conocido por el título de Capitán América.
Carl Lumbly interpreta al personaje en la serie de televisión del Universo cinematográfico de Marvel The Falcon and the Winter Soldier (2021) y reaparece en la película Captain America: Brave New World (2025).

## Historial de publicaciones
Como se muestra en la serie limitada de 2003 Truth: Red, White & Black, el programa de Súper Soldados de la Segunda Guerra Mundial de 1942, operado por "Reinstein" (Dr. Wilfred Nagel, empleando un alias previamente usado por el Dr. Abraham Erskine), usa afroamericanos sujetos de prueba para recrear el suero de súper soldado que se había utilizado anteriormente para convertir a Steve Rogers de un flaco, pero patriótico, rechazado del ejército en el Capitán América. La experimentación clandestina que empodera a Isaiah recuerda al Estudio de Sífilis de Tuskegee.

## Concepto y creación
El concepto original del personaje provino de un comentario casual del editor de Marvel, Bill Jemas. Axel Alonso fue tomado por la idea "inherente a la política de envolver a un hombre negro en rojo, blanco y azul" y "una historia más amplia... una metáfora de la propia América"; también pensó inmediatamente en el Estudio Tuskegee. Procedió a presentarle la idea a Robert Morales, quien fue contratado para escribir la historia, creó el elenco de apoyo y el final. La idea de un Capitán América afroamericano hizo reír a Morales, pero, una vez que escuchó la premisa, la encontró deprimente. El fuerte matrimonio de Bradley provino de un fracaso de propuesta de Luke Cage de Brian Azzarello. Morales originalmente imaginó al personaje como un científico que experimentaba consigo mismo, una referencia al científico de la Edad de Plata Bruce Banner; sin embargo, Marvel quería una referencia más explícita al Estudio de sífilis de Tuskegee. Morales pudo superar un final en el que Bradley sufrió daño cerebral, una referencia a Muhammad Ali que le dio al personaje un final trágico. Morales realizó una extensa investigación sobre el período de tiempo, que equilibró con sugerencias editoriales.

## Biografía ficticia
Proyecto: Renacimiento comienza como una colaboración entre eugenistas estadounidenses, británicos y alemanes dirigidos por el Dr. "Josef Reinstein" (nombre real Dr. Wilfred Nagel) y el Dr. Koch. Cuando comienza la Segunda Guerra Mundial, Koch se hace cargo del programa alemán y Josef Reinstein se hace cargo del programa estadounidense. Cada uno intenta recrear el suero de súper soldado que previamente había convertido a Steve Rogers en el Capitán América un año antes de Pearl Harbor. Los primeros intentos de Reinstein de refinar la fórmula se prueban en afroamericanos. Trescientos de estos soldados son sacados del Campamento Cathcart y sometidos a experimentos potencialmente fatales en un lugar no revelado, como se ve en Truth: Red, White & Black. Solo cinco sujetos sobreviven a los ensayos originales. En nombre del secreto, los soldados estadounidenses ejecutan al comandante del campo y a cientos de soldados negros que quedan en el campo Cathcart. El gobierno les dice a las familias de los trescientos súbditos que sus seres queridos habían muerto en batalla.
Debido a las misiones de campo en Europa y las luchas internas, Bradley emerge como el único superviviente de su grupo de prueba. Roba un traje de repuesto y un escudo destinado al Capitán América antes de embarcarse en una misión suicida para destruir los esfuerzos de los nazis en el campo de concentración de Schwarzebitte. Allí, puede asesinar a Koch, pero la misión termina cuando los alemanes capturan a Bradley. El interés nazi por el supersoldado estadounidense es alto; incluso es llevado ante el propio Führer, que decide diseccionarlo para aplicar ingeniería inversa a sus poderes y enviar las piezas de repuesto a Estados Unidos como mensaje. Bradley es más tarde rescatado por insurgentes alemanes, solo para ser juzgado por un consejo de guerra y encarcelado en Leavenworth alrededor de 1943. En 1960, Bradley es indultado por el Presidente Eisenhower y puesto en libertad.
Considerado como el "Capitán América Negro", Isaiah Bradley es representado como una leyenda clandestina entre gran parte de la comunidad afroamericana en el Universo Marvel. Varios de los africanos y afroamericanos más destacados de las últimas cuatro décadas del siglo XX visitan a Bradley como muestra de respeto y, en muchos casos, de adoración a los héroes. Recibe visitas de Malcolm X, Richard Pryor, Muhammad Ali, Angela Davis, Alex Haley, Nelson Mandela y Colin Powell. Fuera de la comunidad negra, sin embargo, sigue siendo en gran parte desconocido. Cuando llega como invitado especial a la boda de Tormenta y Pantera Negra, varios héroes afroamericanos están asombrados, incluido Luke Cage (quien lo describe como "el primer yo"), Goliath (Bill Foster), Monica Rambeau, Triathlon y Falcon. Sin embargo, Wolverine, nacido en Canadá, desconoce por completo la identidad o importancia del hombre.

### Josiah X
Mientras Isaiah está en prisión, el gobierno intenta usar su ADN alterado para crear otro Súper Soldado. Después de 39 intentos, el resultado es un niño llamado Josiah, el hijo genético de Isaiah y Faith. Josiah X, como más tarde se llamaría a sí mismo, nació de una madre sustituta, que lo saca de las garras del gobierno.

### Encuentro con Steve Rogers
Mientras tanto, los efectos a largo plazo del suero de prueba dañan gravemente la mente y el cuerpo de Isaiah Bradley, similar en parte a los efectos de varios esteroides y el Alzheimer. En 2003, Steve Rogers (Capitán América) descubre la verdad detrás del programa Súper-Soldado e intenta una reconciliación con el ahora infantil Isaiah Bradley. Sin embargo, el Capitán América nunca descubre que la verdadera mente maestra detrás del programa Súper-Soldado es la organización clandestina Arma Plus y que Bradley es solo una en una larga lista de armas, incluidos Wolverine y Fantomex. 

### Patriota
Isaiah es también el abuelo de Elijah Bradley (también conocido como Patriota de los Jóvenes Vengadores). Elijah inicialmente afirma que sus poderes se originaron a partir de una transfusión de sangre de Isaiah, mediante la cual obtuvo las habilidades del suero de súper soldado; sin embargo, posteriormente se revela que esto es una mentira, y Elijah realmente obtiene sus poderes artificialmente de la droga Mutant Growth Hormone. Los Jóvenes Vengadores lo convencen de que no necesita superpoderes para ser un superhéroe, y él se convierte en el jefe de los Jóvenes Vengadores usando su inteligencia y habilidades atléticas naturales. Eli resulta gravemente herido en una batalla con los Kree y los Skrull, y termina recibiendo la transfusión de sangre de su abuelo.

## Poderes, habilidades y equipo
Si bien Isaiah no posee poderes sobrehumanos como tales, la fórmula de súper soldado que corre por sus venas significa que, físicamente, es el humano perfecto: su agilidad, destreza, fuerza, velocidad, resistencia, reflejos y tiempo de reacción, coordinación y equilibrio son superiores, a cualquier atleta olímpico que haya competido o alguna vez competirá Una vez que se metaboliza, la fórmula del súper soldado mejora todas sus funciones corporales al máximo de la eficiencia humana: su cuerpo elimina cualquier acumulación excesiva de ácido láctico y otros venenos de fatiga en sus músculos, lo que le otorga una resistencia fenomenal; tiene una inmunidad extraordinaria a las enfermedades; y su proceso de envejecimiento también se ralentiza drásticamente. Isaiah está entrenado en combate sin armas por el Ejército de los Estados Unidos.
Isaiah lleva un escudo metálico triangular cóncavo, útil tanto para la defensa como para la ofensiva, que decoró con el escudo del águila de campaña de la Doble V, símbolo de una victoria contra el Eje y de una victoria contra la discriminación racial en casa. Para protegerse, usa una camisa de malla de cadena suelta sobre un acolchado ligero; la camisa es capaz de mitigar el impacto de la mayoría de los disparos de armas pequeñas.

## Otras versiones
- En Capitán América vol. 4, # 28, un Isaiah Bradley de una Tierra alternativa se convierte en el Capitán América y nunca se casa. Posteriormente, es elegido presidente y cumple dos mandatos.[6] Viaja atrás en el tiempo, cruzando incidentalmente a la Tierra-616, y trae al Capitán América y Rebecca Quan a su propio tiempo para evitar que su hija, Rebecca "Becky" Barnes, viaje a la Tierra-616.
- Aunque Bradley no ha aparecido en ningún título de Ultimate Marvel, los orígenes de Ultimate Nick Fury comparten muchas similitudes con Bradley, así como con Luke Cage.[7] Durante la Segunda Guerra Mundial, Nick Fury es incluido involuntariamente en un experimento del gobierno de los Estados Unidos para recrear el Suero del Súper Soldado. El único sujeto que sobrevivió, Fury, deja el experimento con un factor de curación, atributos físicos mejorados y un envejecimiento más lento o detenido.[8] En un flashback ambientado en la década de 1980 que abre Miles Morales: The Ultimate Spider-Man # 8, el padre y el tío de Miles Morales se encuentran con dos hombres negros en la trastienda de un club, uno de los cuales (Turk Barrett) dice que un "Izzy" acababa de "contarnos lo que realmente le sucedió al Capitán América en la Segunda Guerra Mundial". No está claro si el mencionado Izzy se refiere al otro hombre, que presumiblemente sería Bradley, o una de las varias chicas en la habitación.[9]
- En la realidad de Spider-Gwen, se mencionó que Isaiah Bradley era un soldado del ejército de los EE. UU. que era uno de los cuatro candidatos (compuesto por él mismo, Bucky Barnes, Steve Rogers y Samantha Wilson) para el Proyecto Renacimiento de la Reserva Científica Estratégica. Al igual que Bucky Barnes y Steve Rogers, Isaiah sufrió graves daños durante el sabotaje de la operación causado por agentes dobles nazis. Con Bucky y Steve también en el mismo estado, Samantha Wilson se convirtió en Capitán América.[10]

## Cronología del Capitán América
Aclarando la línea de tiempo de Isaiah Bradley y Steve Rogers, y quién es anterior a quién, Robert Morales declara en su apéndice a la colección de libros de bolsillo comercial Truth: Red, White & Black (2004):

La Verdad se planeó originalmente para estar fuera de la continuidad oficial del Universo Marvel. La decisión editorial para colocarlo en la continuidad significaba que explica primera publicación de Joe Simon y Jack Kirby Timely Comics' Capitán América en 1940, un año antes de Pearl Harbor y el verdadero comienzo de nuestra historia.

El cocreador de Verdad, Kyle Baker, aclaró aún más las respectivas líneas de tiempo de Bradley y Rogers en una entrevista:

Con el Capitán América, la gente se pone en mi caso para 'cambiar' al Capitán América. Recibimos mucho dolor de los fanáticos del Capitán América en esa serie hasta que salieron los números quinto y sexto; cuando resultó que no habíamos retocado la continuidad. Antes de eso, todos estaban muy molestos, porque nuestra historia comenzó con Pearl Harbor, y todos saben que el primer número de Capitán América tuvo lugar antes de Pearl. En algún lugar a la mitad de la serie, se revela que Cap ya existía, y no habíamos modificado la línea de tiempo, y de repente, el libro está bien.

El editor Axel Alonso describió el debate como que los fanáticos de Internet prejuzgan injustamente la serie basándose en suposiciones de que empañó el legado del Capitán América.

## Análisis
El personaje de Isaiah Bradley envía un mensaje sobre las relaciones raciales, la teoría de la conspiración y, en menor medida, la mejora del rendimiento en los deportes.

## En otros medios
- Isaiah Bradley aparece en la miniserie de Marvel Cinematic Universe The Falcon and the Winter Soldier (2021), interpretado por Carl Lumbly.[14] Introducido en el episodio "The Star-Spangled Man", esta versión es un super soldado veterano y envejecido que estuvo activo en la Guerra de Corea y derrotó al Soldado del Invierno, pero fue encarcelado durante 30 años después de su servicio y experimentado por el gobierno y HYDRA. Todo el tiempo, su existencia se mantuvo en secreto. En el presente, Isaiah vive en un barrio de Baltimore con su nieto Eli Bradley, donde el Soldado del Invierno le mencionó a Falcon que nunca le contó al Capitán América sobre él. Visitan a Isaiah sobre los Flag-Smashers que tienen sus habilidades, pero Isaiah todavía tiene algunos problemas con el Soldado del Invierno y lo que Hydra le hizo. Cuando Falcon trata de hablar con él, Isaiah les grita que salgan de su casa mientras Eli los acompaña a la puerta principal. En el episodio "Power Broker", se revela que el científico de HYDRA, el Dr. Wilfred Nagel, usó la sangre de Isaiah para recrear el Suero del Súper Soldado mientras trabajaba para la CIA. En el episodio "Truth", Sam Wilson vuelve a visitar a Isaiah con el Escudo del Capitán América, pero este último lo rechaza, expresando duda que el gobierno alguna vez permitiría un Capitán América negro. En el final de la serie, "One World, One People", Wilson lleva a Eli y Isaiah a la exhibición del Capitán América del Smithsonian, donde se ha puesto una estatua de Isaiah para conmemorar sus acciones.
- Lumbly vuelve a interpretar su papel de Bradley en la película de MCU Captain America: Brave New World (2025).[15]Cuando Bradley acompaña a Wilson en una visita a la Casa Blanca, aparentemente intenta dispararle al presidente Thaddeus Ross, pero pronto se revela que Samuel Sterns le lavó el cerebro a Bradley y a otros como parte de una conspiración para desacreditar a Ross. Una vez que se revela el papel de Sterns en la trama, Bradley es liberado.

## Ediciones recopiladas
Las historias en las que ha aparecido se han recopilado en novelas gráficas:
- Truth: Red, White & Black (recopila Truth: Red, White & Black #1-7, por Robert Morales y Kyle Baker); publicado en 2004. Reimpreso en 2009 como Captain America: Truth.
- Captain America: Homeland (recopila Captain America vol. 4 #21-28, por Robert Morales, Chris Bachalo y Eddie Campbell); publicado en 2004.